# Snowden (film)
Snowden è un film del 2016 diretto da Oliver Stone.
Con protagonista Joseph Gordon-Levitt nei panni di Edward Snowden, tecnico informatico ex dipendente della CIA e dell'NSA, responsabile della rivelazione di informazioni segrete governative su programmi di intelligence, la pellicola si basa sui libri The Snowden Files di Luke Harding e Time of the Octopus di Anatoly Kucherena.
Lo stesso Snowden appare nei panni di se stesso nelle scene finali del film e nelle scene durante i titoli di coda.

## Trama
2013. Edward Snowden va a un incontro segreto in un centro commerciale di Hong Kong con i giornalisti Laura Poitras e Glenn Greenwald. I tre si spostano in una stanza d'albergo dove Snowden accetterà di discutere le informazioni riservate in suo possesso circa le illegalità commesse dalla NSA durante vari controlli a tappeto sulla popolazione americana.
Tutto ha avuto inizio nel 2004, quando dopo essersi arruolato nell'esercito americano con l'intento di entrare nelle forze speciali, si ruppe una tibia e fu costretto ad abbandonare quell'idea. Mentre era ricoverato si era visto obbligato a congedarsi, ma gli venne anche detto che avrebbe potuto comunque continuare a servire il proprio Paese in altri modi. L'infortunio si traduce in una domanda per una posizione alla CIA. Snowden si sottopone allo screening iniziale e, nonostante le risposte alle varie domande sul perché volesse proprio entrare a far parte della CIA non siano ritenute dal punto di vista motivazionale sufficientemente valide, il direttore Corbin O'Brian decide di scommettere egualmente su di lui. Così Snowden viene portato nella facility soprannominata "The Hill" dove viene educato al cyber warfare. Proprio qui conosce il Foreign Intelligence Surveillance Act, legge che aggira il Quarto Emendamento permettendo qualsiasi operazione di sorveglianza e/o intercettazioni con il lasciapassare di una corte speciale di giudici precedentemente scelti dall'amministrazione.
Durante il periodo di training Snowden incontra Lindsay Mills tramite un sito di appuntamenti. I due si legano l'un l'altra nonostante le contrastanti ideologie politiche, che emergono nell'assistere ad una protesta contro la guerra in Iraq durante una passeggiata nei pressi della Casa Bianca. Inizialmente, infatti, Lindsay è per un'ideologia più progressista e democratica che ritiene fondamentale che il popolo sia in grado di contestare e mettere continuamente in discussione le azioni del proprio governo, mentre Snowden pensa che la fedeltà alla sua patria non gli permetterebbe mai una tale libertà. La loro relazione va avanti, fino a quando Snowden è costretto ad affrontare il primo viaggio fuori porta, come figura di copertura diplomatica a Ginevra, nel 2007. Proprio in questa occasione incontra Gabriel Sol, un tecnico con grandi capacità ed esperienza nel campo della sorveglianza elettronica. Durante vari tentativi di risalire, tramite collegamenti e familiari, a tracce terroristiche a carico di un uomo d'affari pakistano, vengono così mostrati a Snowden programmi e pratiche che iniziano a farlo interrogare su quanto ci sia di etico e morale in ciò che sta facendo. La goccia che fa traboccare il vaso arriva quando il suo superiore, stanco di non aver ottenuto ancora alcuna informazione dal pakistano, arriva a tramare un piano per cercare di incastrare l'uomo d'affari, tentando di trascinarlo a guidare un'automobile dopo averlo fatto ubriacare, e così Snowden decide di congedarsi dall'incarico.
Tuttavia nel 2007 Snowden decide di collaborare nuovamente con la NSA per una spedizione in Giappone, inizialmente con l'incarico di progettare un programma che permetterebbe il backup di tutti i dati critici dei dati elaborati dalle postazioni NSA del Medio Oriente nel caso una qualsiasi incursione informatica distrugga fisicamente l'hardware su cui quei dati risiedono, un programma che egli stesso battezza col nome di "Epic Shelter". Ma col passare del tempo Snowden viene a conoscenza di pratiche con cui l'NSA e le altre agenzie governative stavano usando non solo il Giappone, ma anche le altre nazioni alleate con gli USA. Queste pratiche includevano anche il settare malware nelle principali infrastrutture e nei settori finanziari, in modo che, nel caso queste nazioni cambiassero allineamento politico, potrebbero essere effettivamente "abbattute" da remoto. Lo stress accumulato durante questi lavori comincia a manifestarsi sotto forma di stress anche nella relazione con Lindsay, che decide di lasciarlo e tornare dalla sua famiglia nel Maryland.
Tre mesi dopo, Snowden lascia l'impiego sul campo con la NSA e torna nel Maryland, dove torna insieme a Lindsay e riprende il lavoro, divenendo consulente per la CIA. Durante una battuta di caccia O'Brian gli rivela di un'operazione di controspionaggio informatico nelle Hawaii che ha lo scopo di contrattaccare degli hacker cinesi che stanno mettendo i bastoni tra le ruote all'agenzia americana. Snowden ci riflette per mesi prima di dirlo a Lindsay, la quale si mostra infelice di dover lasciare la sua nuova sistemazione e il suo nuovo lavoro, ma cambia idea dopo aver scoperto che Edward soffre di epilessia. Edward inizia il suo nuovo lavoro nel luogo battezzato "The Tunnel", un bunker sotterraneo della seconda guerra mondiale, riadattato a centro di comando per la sorveglianza elettronica, dove ritrova Gabriel Sol e nel quale viene a conoscenza che il suo programma "Epic Shelter" è stato modificato per essere impiegato in operazioni militari, fornendo assistenza in tempo reale ai piloti di droni bombardieri nel localizzare e lanciare attacchi letali in Afghanistan.
Da questo momento in poi Snowden diventa sempre più disincantato circa il lavoro assegnatogli e circa tutto ciò di cui fa parte, dopo aver assistito sempre più ad operazioni illegali e aver ascoltato le menzogne che i leader dell'NSA hanno propinato al Congresso e alla gente americana circa il bisogno e le modalità di sorveglianza. Edward si allontana da Lindsay, e le consiglia di tornare dai suoi nel Maryland, pur non mettendola al corrente integralmente del suo segreto. L'ultimo flashback di Edward riguarda l'ultimissima operazione che egli ha compiuto nel suo ufficio dentro al "tunnel": copiare di nascosto tutte le informazioni riguardanti la sorveglianza attiva, la corte FISA, le false testimonianze e i programmi di controllo portati avanti dall'NSA in una scheda microSD, che nasconderà poi dentro al suo portafortuna, un cubo di Rubik. In seguito, tramite una mail criptata, invita i due giornalisti a recarsi all'appuntamento di Hong Kong.
Le informazioni giungono alla stampa, a giornali quali il Washington Post e il The Guardian che, il 5 giugno 2013, aprono con notizie sulla nota agenzia americana NSA che estrae informazioni da privati cittadini a loro insaputa grazie ai server di Verizon, Skype, YouTube, Google, Apple e Microsoft. Nei giorni successivi Snowden si rivela ed esce allo scoperto. Ma, grazie anche all'aiuto dei due giornalisti Greenwald e Poitras, riesce ad uscire dalla città e a prendere un volo diretto in Russia, deciso a volersi infine recare in America Latina. Tuttavia il governo americano revoca il suo passaporto, costringendolo a Mosca, dove gli viene concesso asilo per tre anni.

## Produzione
Il budget del film è stato di 40 milioni di dollari.
Il 2 giugno 2014 Oliver Stone e il produttore Moritz Borman acquistano i diritti del libro The Snowden Files di Luke Harding, annunciando che lo stesso Stone avrebbe scritto e diretto il film. Il 10 giugno il regista acquista i diritti di un altro libro riguardante il caso Snowden, Time of the Octopus di Anatoly Kucherena, utilizzando entrambi per la sceneggiatura del film.
Nell'aprile 2015 WikiLeaks diffonde i dati riguardanti l'acquisto dei diritti dei due libri da parte di Stone per il film: 700.000 dollari per The Snowden Files e un milione di dollari per Time of the Octopus.
Joseph Gordon-Levitt ha donato il suo compenso per la produzione di un cortometraggio che favorisca il rapporto tra democrazia e tecnologia.

## Colonna sonora
Il musicista britannico Peter Gabriel ha composto il brano The Veil esplicitamente per il film; Edward Snowden partecipa al videoclip in un cameo.

## Promozione
Il primo teaser trailer del film viene diffuso il 30 giugno 2015. Il primo full trailer viene diffuso il 27 aprile 2016.

## Distribuzione
Il film è stato presentato il 9 settembre 2016 al Toronto International Film Festival.
Inizialmente il film doveva essere distribuito nelle sale il 25 dicembre 2015, poi posticipato al 13 maggio 2016. Successivamente è stata nuovamente posticipata la data di uscita e fissata per il 16 settembre 2016 nelle sale cinematografiche statunitensi. In Italia invece è arrivato il 24 novembre 2016.

## Riconoscimenti
- 2017 - Satellite Award[13]
  - Miglior sceneggiatura non originale a Oliver Stone e Kieran Fitzgerald
  - Candidatura per il miglior attore a Joseph Gordon-Levitt
- 2016 - Variety[14]
  - Migliori dieci film dell'anno